# Лудвиг IV фон Нойербург
Лудвиг IV фон Нойербург (на немски: Ludwig IV von der Neuerburg; † 1366) е валпод (служител) на Нойербург и господар на замък и господството Райхенщайн в Рейнланд-Пфалц.
Той е син на Лудвиг III фон Райхенщайн († 1342) и съпругата му Анна фон Малберг († сл. 1314), дъщеря на Йохан фон Райфершайд цу Малберг, господар на Фалкенщайн († 18 септември 1302) и Катерина д' Аудун († сл. 1305). Внук е на Лудвиг II Валподе фон дер Нойербург († сл. 1288) и Гертруд фон Изенбург († сл. 1288).
Брат му Дитрих е каноник в Св. Гереон в Кьолн. Той има два извънбрачни братя Рорих, каноник в Ст. Гереон в Кьолн, и Фридрих, господар на Нойербург, и една извънбрачна сестра Лиза, канонеса в Св. Урсула в Кьолн.
Баща му Лудвиг III фон Райхенщайн построява през 1310 – 1320 г. замък Райхенщайн до Пудербах. Господарите на Райхенщайн умират по мъжка линия през 1511/1529 г.

## Фамилия
Лудвиг IV се жени за Понцета (Бонецетлин) фон Золмс-Бургзолмс († сл. 1335), дъщеря на граф Хайнрих III (IV) фон Золмс-Бургзолмс-Спонхайм († сл. 22 февруари 1314) и съпругата му Лиза фон Изенбург-Лимбург († сл. 1328).  Те имат четири сина:
- Хайнрих I
- Рорих фон Нойербург, каноник на Св. Гереон в Кьолн
- Йохан фон Райхенщайн († сл. 1387), господар на Райхенщайн, женен за Елизабет (Елза) фон Сайн († сл. 1375), дъщеря на граф Йохан II фон Сайн (ок. 1313 – сл. 26 ноември 1363) и Елизабет фон Юлих (ок. 1315 – сл. 1380)
- Херман фон Райхенщайн, каноник на Св. Гереон в Кьолн